# Tendence
Tendence.ru ( rus: ООО «Тенденция» és un proveïdor d'allotjament rus. L'empresa té servei des del 2006, l'oficina central es troba a Moscou. L'empresa crea el primer navegador infantil en rus a Rússia.
Va ser fundada l'any 2006 i es troba a Moscou. L'empresa ofereix servei de correu corporatiu, allotjament de correu amb protecció anti-spam i antivirus, allotjament de servidors virtuals VPS i serveis de correu massiu.